# Benjamin Mkapa
Benjamin William Mkapa (Ndanda, 12 de novembre de 1938 - Dar es Salaam, 23 de juliol de 2020) fou un polític tanzà.
3r President Constitucional de Tanzània durant els períodes de 1995-2000; 2000-2005 i líder del Partit Revolucionari (Chama Cha Mapinduzi, CCM).
Entre els seus antics càrrecs s'hi inclouen l'administració a Dodoma i els ministeris de Ciència i Tecnologia i de Relacions Exteriors.